# Per te (EP)
Per te è il primo EP del cantautore italiano Alberto Urso, pubblicato il 2 novembre 2018.

## Descrizione
Il disco, composto da cinque tracce scritte da diversi artisti, è stato pubblicato poche settimane prima della partecipazione del cantautore alla diciottesima edizione del talent show Amici di Maria De Filippi.

## Tracce
1. Ma l'amore no – 2:41 (Giovanni D'Anzi, Michele Galdieri)
2. Per te – 4:14 (testo: Marco Marinangeli – musica: Walter Afanasieff, Josh Groban, Marco Marinangeli)
3. Tu si na cosa grande – 3:18 (Domenico Modugno, Riccardo Gigli)
4. Champagne – 3:49 (Peppino di Capri)
5. Malafemmina – 2:42 (Antonio De Curtis)